# Tabula Iliaca
Tabula Iliaca ('Iliadska tablica') je generična oznaka za izračun dni Iliade, verjetno po Zenodotu (grški slovničar, književni kritik in Homerov učenjak), od katerih je danes znanih dvaindvajset fragmentarnih primerov. Tabulae Iliacae so pinnakes (grško Πίνακες = tablice ali ploščice; bibliografsko delo helenističnega pesnika in filologa Kalimaha (310/305‒240 pr. n. št.) in velja za prvi bibliotečni katalog na svetu zgodnjega cesarskega obdobja, za katere se zdi, da izvirajo iz dveh rimskih delavnic, od katerih je ena, ki je bila zasnovana tako, da je zadovoljila klientelo skromnejših teženj.

## Opis tablic
Izraz se konvencionalno uporablja za približno enaindvajset  marmornih plošč, izklesanih z zelo nizkim reliefom v miniaturnih pravokotnikih z etiketiranimi napisi, ki navadno obdajajo večji osrednji relief in kratka gravirana besedila na hrbtni strani. O njihovih velikostih lahko rečemo malo, saj nobena ni popolno ohranjena. Kaže, da je največja pravokotna tablica 25 cm x 42 cm. Mejni prizori, kjer jih je mogoče prepoznati, v veliki meri izhajajo iz Trojanskega cikla; enajst majhnih marmornih plošč je majhnih slikovnih upodobitev trojanske vojne, ki prikazujejo epizode iz Iliade, med njimi dve krožni na Ahilovem ščitu. Še šest plošč prikazuje plenjnje Troje (Ilion). Na hrbtni strani Tabula Borgia je seznam naslovov in avtorjev epskih del s stihomitijo, seznamom števila vrstic v vsakem epu. Čeprav so se ti izkazali za zelo zanimivi, je W. McLeod pokazal, da je prevajalec Borgia Tabele, daleč od tega, da je predstavljal tradicijo helenistične znanosti, v vsakem primeru, ko je mogoče preveriti dejstva s sprejetim kanonom, napačno navedel Danaida, ki je pripisal Arteminu novo pesnitev. Michael Squire v filmu Iliada v orehovi lupini: vizualizacija epa na Tabulae Iliacae (Oxford; New York: Oxford University Press, 2011), pregledan v "BMCR", v njih vidi bolj izpopolnjen izdelek.

### Tabula Iliaca Capitolina
Eden najcelovitejših primerov, ki je ohranjen, je Tabula Iliaca Capitolina, ki so jo odkrili v okolici Bovillae, blizu Rima. Tablica izvira iz Avgustovega obdobja, okoli 15. pred našim štetjem. Na rezbarijah so prikazani številni prizori trojanske vojne z napisi, vključno s podobo Eneja, ki se je po plenjenju Troje povzpel na ladjo. Vrezan napis pripisuje njegovo upodobitev pesmi Stesihora v 6. stoletju pred našim štetjem, čeprav je bilo od sredine 19. stoletja veliko znanstvenega skepticizma. Atlas klasičnih starin Theodorja Schreiberja (1895) je vseboval natančen opis tablic s črtami. Tabula Iliaca Capitolina je trenutno v kapitolskih muzejih v Rimu.